# Arundinaria wightiana
Arundinaria wightiana là một loài thực vật có hoa trong họ Hòa thảo. Loài này được Nees mô tả khoa học đầu tiên năm 1835.